# Бели (Кочани)
Бели (мкд. Бели) су насеље у Северној Македонији, у источном делу државе. Бели су у саставу општине Кочани.

## Географија
Бели су смештени у источном делу Северне Македоније. Од најближег града, Кочана, насеље је удаљено 5 km северозападно.
Насеље Бели се налази у историјској области Кочанско поље, на месту где се поље издиже у прве брда Осоговске планина. Јужно од насеља тече река Брегалница. Надморска висина насеља је приближно 460 метара. 
Месна клима је континентална.

## Становништво
Бели су према последњем попису из 2002. године имали 466 становника.
Претежно становништво у насељу су етнички Македонци (100%).
Већинска вероисповест месног становништва је православље.